# Tabayama
Tabayama (丹波山村, Tabayama-mura) est un village situé dans le district de Kitatsuru (préfecture de Yamanashi), au Japon.

## Géographie

### Démographie
Au 1er mai 2017, la population de Tabayama s'élevait à 857 habitants répartis sur une superficie de 101,30 km2,. En 1960, elle était de 2 261 habitants.